# Izak I. Komnen
Izak I. Komnen (grško: starogrško Ισαάκιος A' Κομνηνός [Isaákios A' Komnenόs]), bizantinski cesar (1057-1059), prvi vladar iz Komnenske dinastije , * okrog 1005, † okrog 1061.

## Življenjepis
Izak je bil sin Manuela Komnena Erotika, častnika cesarja Bazilija II., ki je leta 978 obranil Nikejo pred napadi Barda Sklera, in ene od njegovih dveh žena, katerih imeni nista znani. Manuel Komnen je na smrtni postelji leta 1020 svoja preživela sinova Izaka in Ivana prepustil v skrb cesarju. Bazil ju je skrbno šolal v samostanu Stoudijon, potem pa imenoval za visoka državna uradnika. Tudi sam je imel sina, ki je leta 1026 umrl, in hčerko, ki je bila rojena leza 1012 in jo je okrog leta 1031 poročil z Mihaelom Dokejanom, vojaškim poveljnikom Italije.
V nemirnih časih vladanja Bazilovih sedmih zaporednih naslednikov je Izak zaradi svoje ponosne drže dobil zaupanje vojske. Od leta 1042 do 1057 je bil poveljnik pehote v Anatoliji. Leta 1057 se je v Paflagoniji uprl in se združil s plemiči iz prestolnice v zaroti proti cesarju Mihaelu VI. Po Mihaelovi odstavitvi so Izaka razglasili za cesarja, prvega iz dinastije Komnenov. 1. septembra 1057 ga je patriarh Mihael Kerularij tudi uradno okronal za cesarja.
Po kronanju je naprej poskrbel za svoje zveste pristaše, tako da jih je postavil na visoke državne položaje in jih poslal iz Bizanca. Nato se je lotil obnove izpraznjene državne blagajne. Preklical je številne rente in podpore, ki so jih podelili njegovi predhodniki nekoristne dvorne službe. Grajal je brezbožnost patriarha Mihaela Kerularija in leta 1058 je z dekretom o izgonu zasegel del dogodkov bogatih samostanov.
Med svojim vladanjem se je odpravil samo na dva vojna pohoda in sicer proti ogrskemu kralju Andreju I. in Pečenegom, ki so leta 1059 začeli vdirati preko severne meje cesarstva. Kmalu po uspešnem vojnem pohodu je z Madžarsko sklenil mir in se vrnil v Bizanc. V Bizancu je zbolel in bil prepričan, da bo zaradi bolezni umrl. Njegovo bolezen so na dvoru hitro izkoristili in ga prepričali, da je za svojega naslednika imenoval Konstantina Dukasa in ne svojega brata Ivana Komnena. 22. novembra 1059 je Izak, kljub željam svojega brata in cesarice Katarine, odstopil in z ženo in hčerko odšel v samostan. 
Izak Komnen je ozdravel, vendar se ni vrnil na prestol. Umaknil se je v samostan Stoudion, kjer je zadnji dve leti svojega življenja preživel kot menih in študiral literaturo. Njegovi komentarji k Iliadi in drugim Homerjevim pesnitvam še obstajajo. 
Umrl je konec leta 1060 ali na začetku leta 1061. Njegova velika zasluga je bila obnova nekoč strogo urejene državne uprave in reforme, ki so bile med plemstvom in klerom zelo nepriljubljene, preprosto ljudstvo pa jih ni razumelo. Z reformami je prav gotovo za nekaj časa preprečil razpad Bizantinskega cesarstva.

## Družina
Poročen je bil s Katarino Bolgarsko (kot nuna se je imenovaka Ksena), hčerko Ivana Vladislava Bolgarskega. Z njo je imel dva otroka:
- Manuela Komena, ki je umrl pred letom 1059, in
- Marijo Komneno, redovnico